# Pálinkás István
Pálinkás István (Dunaújváros, 1966. április 12.) magyar költő. Számos írása megjelent az Új Írás, Árgus, Várfok, Pannon Tükör, Hitel, Parnasszus, Magyar Napló, Élet és Irodalom c. folyóiratokban. A Magyar Írószövetség tagja, Rácalmáson él. Írói álneve: Steve Moonshine.

## Kötetei
- Mécsek (versek, 1989, Léka Gézával közösen)
- Követ hoztam (versek, 1991)
- A 74-es asztal. Pálinkás István és Térey János versei; s.n., Chicago, 1996
- Pannon beosztás (versek, Árgus, 1997)
- Névfosztás (versek, Árgus, 1999)
- Steve Moonshine: Valaki a Zhong guo negyedből. Önfolyó-regény [Valaki a kínai negyedből]; Keystone Publishing, Dunaújváros, 2001 (Árgus könyvek)
- Fölmerülés. Gurisatti Gyuláról; Pannon Lapok Társasága, Zalaegerszeg, 2001
- Valahol az óceánnál (mesék, gyerekversek, 2002)
- Attila és a beszélők (riportkötet, Csikós Árpád fotóival, 2012)

## Kazetták
- Tékozló évek (hangkazetta, 1995, versek Balkay Géza és Dinnyés József közreműködésével)

## Külső hivatkozások
- https://web.archive.org/web/20100409220443/http://www.spanyolnatha.hu/archivum/sarospatak/21/nekrolog/palinkas-istvan-mozsi-ferencrol-/1450/
- http://mek.oszk.hu/00000/00019/html/p/i010059.htm
- https://www.facebook.com/Ambruskonyv